# 強靭
強靭（きょうじん）は、
- （日常用語）：強くて粘りがあること。強くてしなやかなこと。
- （工学用語）：強度（硬度）と靭性を兼ね備えた固体状態。強度は変形や破壊に耐える、臨界応力で機械的性質の代表例であるが、実際の破壊に対する安定性は強度だけでは決まらず、固体に亀裂を入れてその亀裂の進展しにくさを測定し、靭性とする。この強度と靭性を兼ね備えた状態を強靭であるという。つまり強度と靭性の両立した状態であり、その代名詞として安来鋼（やすきはがね）が有名である。

## 備考
- 強い精神や体力を指す表現として使われることも多い（例：強靭な精神力）。対義語に「脆弱」、「貧弱」などがある。また、類義の外来語に「タフ」、「ハード」などがある。
- 感覚における強靭性と鈍さは、状況によっては近似した性質を持つ。しかし、本質的には別個のものである。精神、体力の強靭性を維持するには、日々の研鑽が必要不可欠であることが、その証明とされる。